# Присијано (Болцано)
Присијано је насеље у Италији у округу Болцано, региону Трентино-Јужни Тирол.
Према процени из 2011. у насељу је живело 372 становника. Насеље се налази на надморској висини од 610 м.